# Крестовоздвиженские промыслы
Крестовоздви́женские зо́лото-пла́тиновые про́мыслы (также Крестовоздви́женские зо́лото-пла́тиновые при́иски) — предприятие по добыче золота и платины, позднее — алмазов, в составе Лысьвенского горного округа, на Урале. В 1829 году на Адольфовском прииске, входившем в объединение, был найден первый в России алмаз.

## История

### Добыча золота
16 июля 1824 года поверенные княгини В. П. Шаховской Ежов и Казаринов уведомили Пермское горное Правление о том, что в Бисерской даче обнаружены золотоносные пески. В прошении отмечалось, что содержание золота составляет до 0,5 золотника на 100 пудов золотоносных песков. Разрешение на разработку золотосодержащих песков было получено в декабре 1824 года, разработка россыпей на реке Полуденке началась в 1825 году. В 1825 году в связи с открытием золотоносных месторождений из Бисерской дачи была выделена Крестовоздвиженская дача, в 1903 году — Исовская приисковая дача.
Золотоносные россыпи Крестовоздвиженских приисков:
- Крестовоздвиженская. На речке Полуденке, открыта в 1825 году.
- Адольфовская. Открыта в мае 1829 года. С мая 1829 года по 1836 год было добыто около 30 фунтов золота. Работы по добыче золота были прекращены в 1836 году.
- Никольская. На речке Полуденке, открыта в 1830 году.
- Варваринская. На речке Полуденке, открыта в 1830 году.
- Прогарочная. На речке Прогарочной, правом притоке Тискоса, открыта в 1830 году.
- Гаревская. В верховьях Тискоса, открыта в 1832 году.
- Петровская. На реке Петровке, притоке Северной, открыта в 1833 году.
- Черновская. На реке Чёрной, притоке Северной, открыта в 1834 году.
- Лобовская. В верховьях реки Средней Именной, открыта в 1834 году.
- Северная. На реке Северной, правом притоке Тискоса, открыта в 1836 году.
- Георгиевская. На реке Тискос, открыта в 1836 году.
- Герцогская. На реке Большой Шалдинке, правом притоке Койвы, открыта в 1845 году.
- Рудянская. На реке Рудянке, левом притоке Тискоса.
- Ивановская. В верховьях реки Большой Именной, открыта в 1832 году.
- Счастливая. На реке Большой Именной недалеко от Ивановской россыпи, открыта в 1832 году.
- Петуховская. В верховьях реки Петуховки, впадающей в Выю, открыта в 1845 году.
- Выйская. На реке Выя, открыта в 1832 году.
- Андреевская. На реке Покап, левом притоке Иса.

В 1825 году на Крестовоздвиженских промыслах было добыто 5 фунтов 76 золотников золота, в 1826 году — 1 пуд 29 фунтов 91 золотник золота. За первую половину 1828 года было добыто 11 фунтов 68 золотников золота. С 1825 по 1896 год в Бисерской даче было добыто около 360 пудов золота. В 1897-98 годах активная добыча велась на Нясьминской (месячная добыча — 4 фунта 88 золотников 12 долей), Крестовоздвиженской (месячная добыча — 89 золотников 29 долей) и Северной россыпях (месячная добыча — 1 фунт 42 золотника 1 доля).
В 1831 и 1842 годах население посёлка увеличивалось за счёт переселения крепостных крестьян из других владений заводчиков. К середине XIX века в посёлке находилась православная церковь, госпиталь на 40 мест и училище.

### Добыча алмазов
5 июля (по другим данным, 22 июня) 1829 года промывальщик золота Павел Попов обнаружил в Адольфовском логу, представляющем собой приток Полуденки, первый в России алмаз весом в 0,5 карата, за что получил вольную. Через 3 дня алмаз в логу нашёл промывальщик Иван Соколов. Лог был назван в честь супруга владелицы приисков графини В. П. Шаховской Адольфа Полье и использовался для добычи доломита для нужд близлежащего Теплогорского завода. Позднее алмазы были также найдены в долине Полуденки. В течение года было найдено 7 алмазов, а всего 48 камней, в том числе 3 камня весом более одного карата. В 1831 году на приисках были найдены изумруды.
В 1858 году было найдено 8 алмазов весом от 1/8 до 5/8 карата. С 1830 по 1858 год на приисках был найден 131 алмаз.
В 1902 году были произведены геологоразведочные работы по поиску алмазов. Было пробито около 30 шурфов, но алмазов не нашли.

### Добыча платины
Добыча платины на Крестовоздвиженских приисках началась в 1831 году. В 1858 году было добыто 14 пудов 28 фунтов платины. Максимальные объёмы добычи приходились на начало XX века и составляли около 100 пудов в год. Всего на приисках было добыто около 1300 пудов платины. Н. К. Высоцкий указывал на геологическое сходство доломитовых известняков Исовского, Нижнетагильского районов с породами Крестовоздвиженских промыслов.
В начале 1900-х годов на приисках Петропавловском и Средне-Исовском работали две драги. В 1908 году было добыто 2 пуда 3 фунта 18 золотников золота и 69 пудов 27 фунтов 82 золотника 26 долей платины.
В 1840 году на Крестовоздвиженских промыслах работало 3 промывальных фабрики с 18 машинами. В 1859 году на 10 фабриках работали 10 чаш, 1 бутара, 12 вашгердов и 20 ручных станков. На промыслах действовала одна паровая машина, приводившая в движение бутару. С 1890 по 1896 год ручной труд почти везде был заменён машинным. На приисках работало 6 промывальных чаш, 5 локомобилей, 4 гидравлических колеса, 6 центробежных насосов, было уложено 5 вёрст конножелезных путей. В 1858 году на приисках насчитывалось 1474 человек постоянного населения, в том числе 684 мужчины. В конце XIX века на Крестовоздвиженских приисках ежегодно работало до 2650 человек.
Крестовоздвиженские промыслы находились на значительном удалении от других предприятий Лысьвенского округа. Условия труда были крайне тяжёлыми и не менялись на протяжении столетий. Это приводило к частным волнениям заводских крестьян, недовольных условиями труда, выдачей продовольствия и размером оплаты. 26 января 1840 года волнения были подавлены 30 солдатами, 8 жандармами и 1 обер-офицером. Управляющий приисками Граубе был отстранён от работы. Главноуправляющий вотчинными имениями Мейер немного уменьшил норму выработки для рабочих и немного увеличил заработную плату, но вскоре всё вернулось на прежние уровни. Вторая волна протестов прокатилась по приискам в январе 1844 года и в ноябре 1845 года.
В 1897—98 годах активная добыча велась на платиновых приисках Усть-Косья и Седьмой Лог.
В 1900 году на Крестовоздвиженских промыслах работал старателем А. С. Гриневский.

### Собственники
После раздела имущества В. П. Шаховской в 1864 году Крестовоздвиженские промыслы перешли в собственность её сына, П. П. Шувалова. В конце 1880-х — начале 1890-х годов Пётр Павлович начал постепенно отходить от дел и привлекать к управлению заводами своего сына, Павла Петровича.
10 апреля 1913 года наследниками П. П. Шувалова с привлечением внешних капиталов для управления предприятиями было создано Акционерное общество «Лысьвенский горный округ наследников графа П. П. Шувалова», в которое наряду с заводами вошли Крестовоздвиженские промыслы.

### Руководители приисков
Контора Крестовоздвиженских приисков располагалась в деревне Золотые Промысла (ныне — село Промысла). С 1825 года по 4 июля 1829 года руководителем конторы был смотритель Боровков. С 5 июля 1829 года по 12 января 1832 года управляющим был Август Христиан Фридрих (Фёдор Фёдорович) Шмидт. С 1830 года смотрителем приисков был Пётр Данилович (Максимович) Горбунов. В 1839 году контора носила «Крестовоздвиженская промысловая контора». В 1839—1840 годах управителем конторы был Граубе, приказчиком П. Д. Горбунов. В 1841 году главным смотрителем Крестовоздвиженских приисков был Митрофанов. C 1842 по 1845 год управляющим был Церреннер К. М. В ноябре 1845 года управляющим был Анкудинов, смотрителем — Митрофанов. С 24 июня 1864 года по 22 августа 1868 года управителем Крестовоздвиженских приисков был Л. Прядильщиков.
После постройки Теплогорского завода в 1884 году Крестовоздвиженская промысловая контора стала подчиняться Теплогорскому заводоуправлению. В 1898 году помощником управителя Теплогорского завода был Р. Я. Гартван, смотрителем — Павлов.